# Sono qui per l'amore
Sono qui per l'amore è un singolo diLuciano Ligabue, il sesto ed ultimo estratto dall'album Nome e cognome, pubblicato nel 2006.

## Il brano
Ballata lenta e rilassata in cui si rimarca l'importanza dell'amore e la felicità che porta.

## Video musicale
È composto da immagini del Nome e cognome tour 2006.

## Formazione
- Luciano Ligabue - voce, chitarra acustica

### La Banda
- Niccolò Bossini - chitarra
- Antonio Righetti - basso
- Fabrizio Simoncioni - tastiera, cori

### Altri musicisti
- Cesare Barbi - batteria